# Kohleria digitaliflora
Kohleria digitaliflora là một loài thực vật có hoa trong họ Tai voi. Loài này được (Linden & André) Fritsch mô tả khoa học đầu tiên năm 1894.